# 강도치상죄
강도치상죄(強盜致傷罪)는 대한민국 형법상 죄로 강도를 하면서 사람을 다치게한 죄이다. 대한민국 형법 제337조에 규정되어 있으며, 강도가 사람을 상해하거나 상해에 이르게 한 때에는 무기징역 또는 7년 이상의 징역에 처한다. 미수범도 처벌 대상이다.

## 판례
- 피해자를 강간하려는 과정에서 피해자의 왼쪽 손바닥에 약 센티미터 정도의 긁힌 가벼운 상처가 발생한 경우라면 그 정도의 상처는 일상생활에서 얼마든지 생길 수 있는 극히 경미한 상처로서 굳이 치료할 필요도 없는 것이어서 피해자가 입은 상처를 강간치상죄의 상해에 해당된다고는 할 수 없다.[1]
- 강도가 재물강취의 뜻을 재물의 부재로 이루지 못한 채 미수에 그쳤으나 그 자리에서 항거불능의 상태에 빠진 피해자를 간음할 것을 결의하고 실행에 착수했으나 역시 미수에 그쳤더라도 반항을 억압하기 위한 폭행으로 피해자에게 상해를 입힌 경우에는 강도강간미수죄와 강도치상죄가 성립되고 이는 1개의 행위가 2개의 죄명에 해당되어 상상적 경합관계가 성립된다.[2]

## 같이 보기
- 대한민국 형법 제337조
- 강도
- 강도상해죄

## 참고문헌
- 편집부(편집자). "[형법] 준강도죄, 승계적 공동정범과 강도치상죄." 고시계 62.7 (2017): 206-211.